# 三和
三和（穆麟德轉寫：sanhe，？—1773年），滿洲鑲白旗人，纳喇氏，清朝政治人物、清朝工部尚書。

## 生平
三和初授护军校，累迁一等侍卫。乾隆年间，授总管内务府大臣，转任户部侍郎、兵部尚書。乾隆十四年（1749年）四月戊戌，接替哈達哈，擔任清朝工部尚書，后降工部右侍郎。由哈達哈接任。授內大臣 (清朝)衔。乾隆三十八年卒。谥诚毅。《清史稿》卷291有传。

## 家庭
- 祖父瑪察。
- 父瑪爾泰。
- 妻金佳氏，潘佳氏。
- 子蘇第察。原配妻高佳氏（父镶黄旗满洲、兩淮鹽政、总管内务府大臣高恒，祖父文淵閣大學士文定公高斌）；继妻李氏（父正蓝旗汉军、貴州巡撫李本，祖父和碩額駙李淑鰲，祖母郡主愛新覺羅氏（父直郡王允禔即康熙帝长子））；三继妻愛新覺羅氏（父镶红旗宗室福明阿，先祖克勤郡王岳托）。
- 女納喇氏，嫁镶黄旗满洲、一等果毅繼勇公钮祜禄氏豐昇額（父一等果毅繼勇公阿里袞）。